# Śnieżyca wiosenna
Śnieżyca wiosenna (Leucojum vernum) – gatunek rośliny należący do rodziny amarylkowatych. Nazwa leucojum pochodzi od greckich słów to leucon ich – biały fiołek.

## Występowanie geograficzne
Występuje w stanie dzikim w środkowej i południowej Europie z wyjątkiem obszaru śródziemnomorskiego. W Polsce rośnie głównie w Sudetach i Karpatach, szczególnie obficie w Bieszczadach, na wysokości 530–1180 m n.p.m. Jako roślina typowo reglowa poza terenami górskimi występuje rzadko, tylko na Nizinie Śląskiej i w Wielkopolsce.

## Morfologia

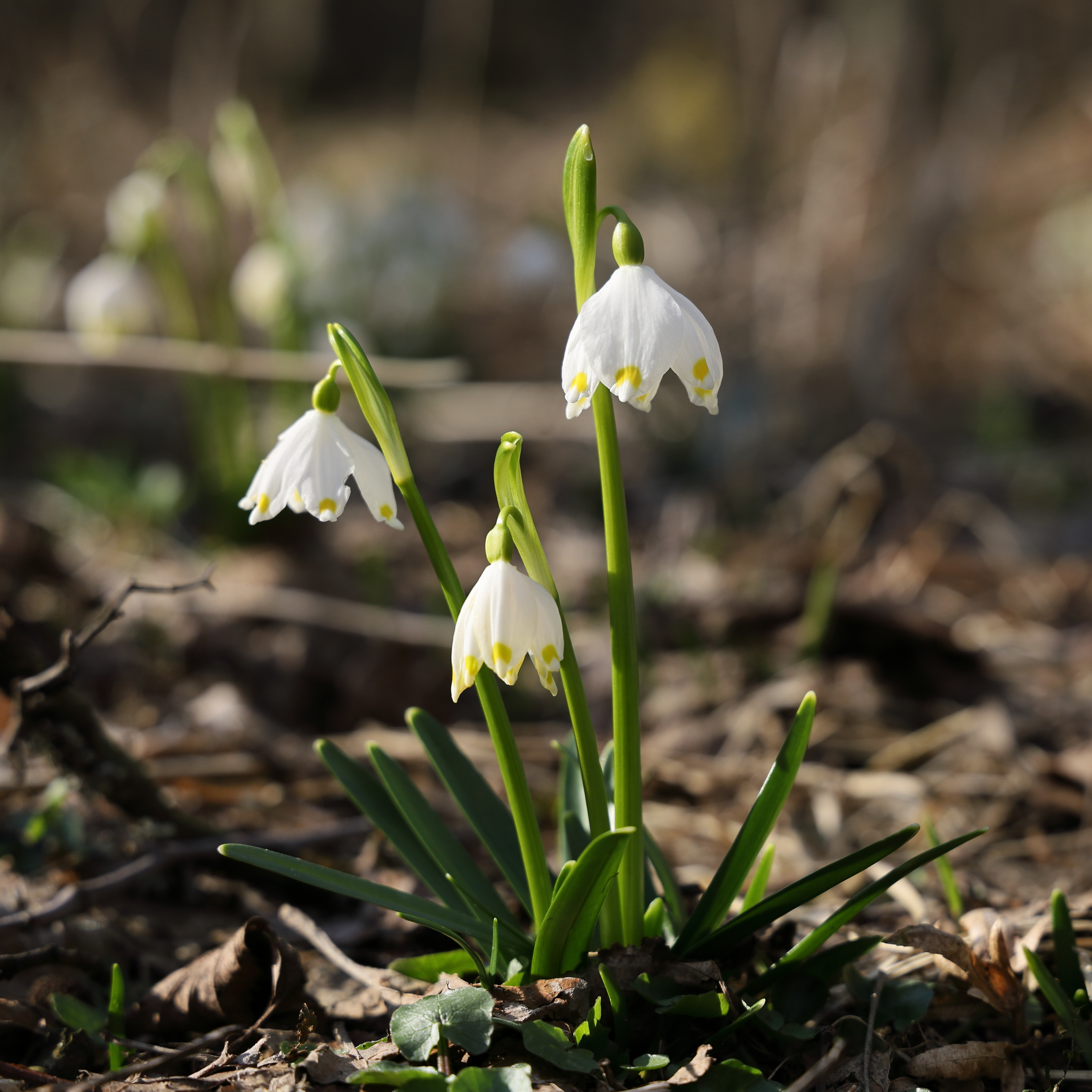
Pokrój

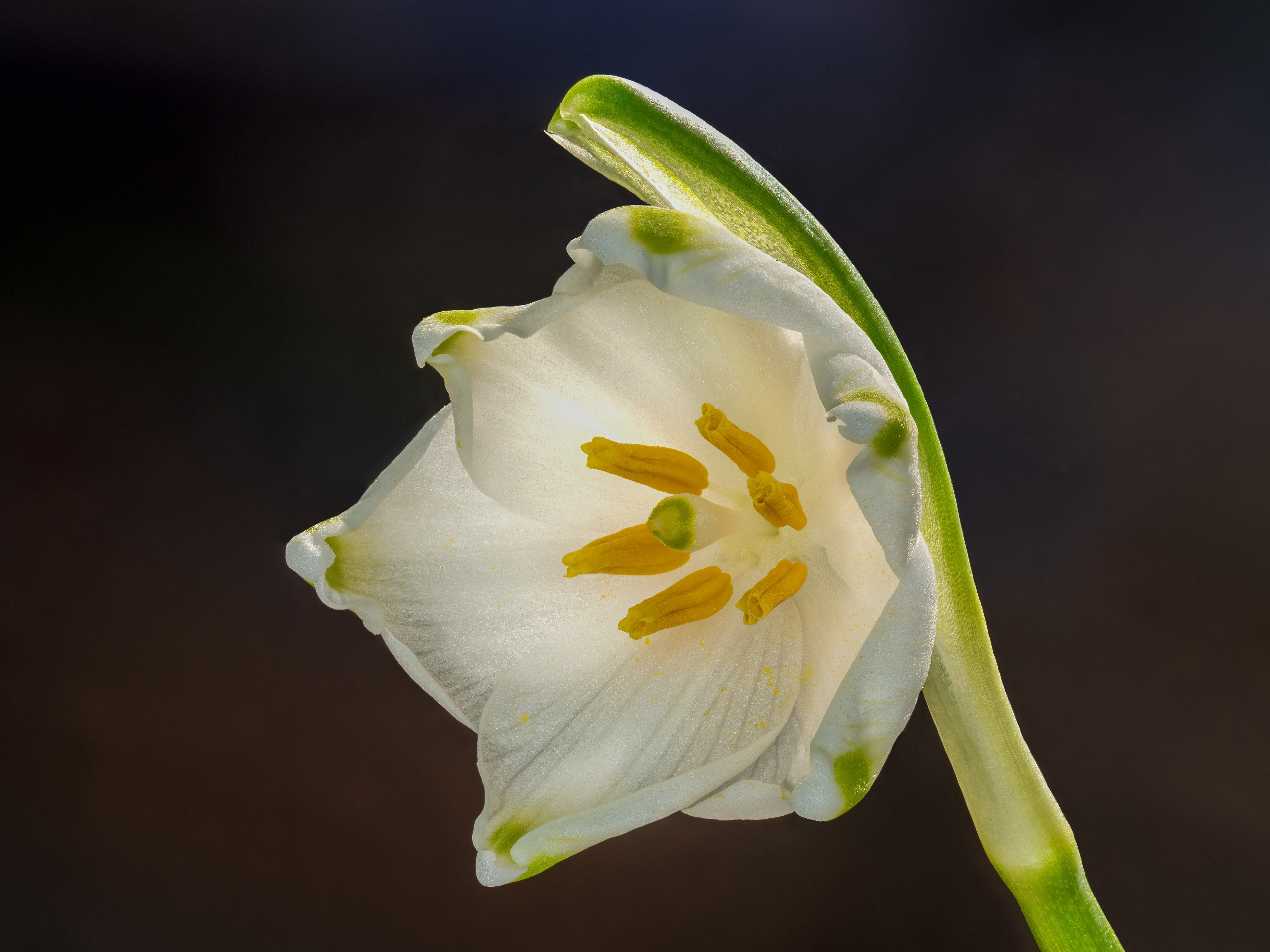
Kwiat

ŁodygaWzniesiona, nierozgałęziona, bezlistna, o wysokości do 30 cm, przeważnie wyższa od liści.
LiścieOdziomkowe 2–3 (rzadko cztery), równowąskie, o zaokrąglonym wierzchołku, szerokości 4–13 mm.
KwiatyJeden, rzadko dwa na szczycie łodygi, dzwonkowaty, pachnący, zwieszony. Działki okwiatu jednakowej długości, białe z żółtozieloną plamką pod szczytem. Słupek dolny o silnie zgrubiałej szyjce, pręcików sześć, krótszych od działek okwiatu.
OwoceMięsista, kulista torebka z białawymi nasionami.
Część podziemnaKulista cebula otulona brunatnymi łuskami.

## Biologia i ekologia

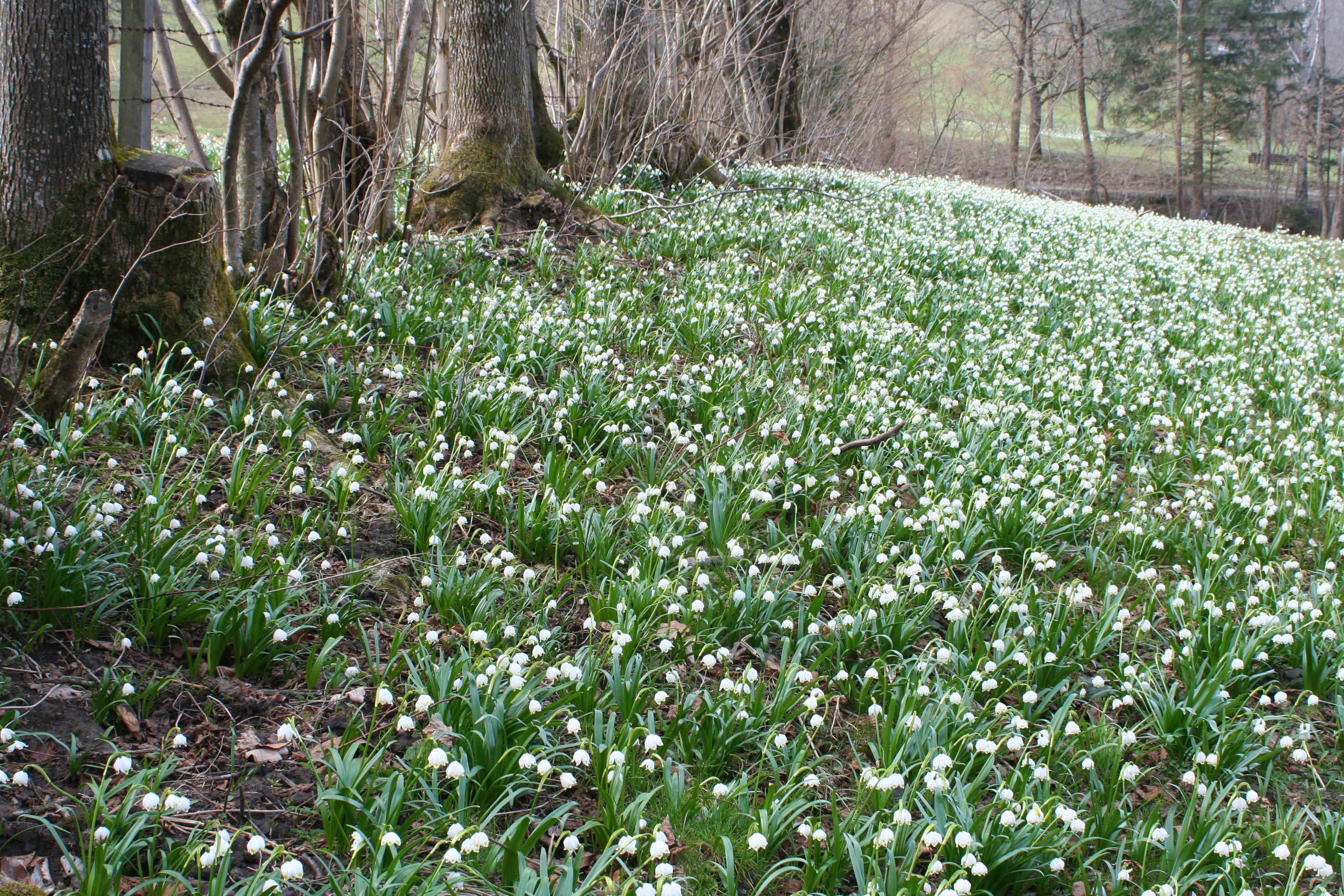
Płat śnieżycy na naturalnym stanowisku

RozwójBylina, geofit. Jest to jedna z najwcześniejszych kwitnących na wiosnę roślin. Kwitnie nawet w lutym, wśród śniegu, w marcu i w kwietniu. Zapylana jest głównie przez pszczoły. Owady wgryzają się po nektar do soczystego zgrubienia znajdującego się u dołu szyjki słupka. Przy poruszeniu pylniki wysiewają na grzbiet owada ziarna pyłku. Nasiona rozsiewane są przez mrówki (myrmekochoria). Rozmnaża się zarówno przez nasiona, jak i wegetatywnie, przez cebulki, które wytwarza.
SiedliskoRośnie w lasach łęgowych oraz na kwaśnych i wilgotnych łąkach. Lubi wilgotne lub mokre gleby brunatne i mady próchnicze o odczynie kwaśnym do zasadowego. Występuje zwykle w dużych populacjach, liczących kilkaset do kilku tysięcy egzemplarzy. Na krańcach zasięgu występowania trafiają się stanowiska, na których liczebność rośliny jest niewielka.
Cechy fitochemiczneCała roślina jest lekko trująca. Zawiera alkaloidy – leukoinę i galantaminę. Może powodować mdłości, wymioty, biegunkę oraz zaburzenia rytmu serca.
GenetykaLiczba chromosomów 2n=22.

## Systematyka i zmienność
Synonimy: Erinosma nebrodense Lojac., Erinosma verna (L.) Herb., Galanthus vernus (L.) All., Leucojum nebrodense (Lojac.) Traub, Leucojum vernale Salisb., Nivaria hexanthera Medik., Nivaria verna (L.) Moench.
Wyróżnia się odmiany (ujmowane czasem w randze podgatunków):
- Leucojum vernum var. vernum – odmiana typowa,
- Leucojum vernum var. carpathicum Sims – śnieżyca karpacka (syn. Leucojum vernum subsp. carpathicum (Sims) K.Richt., Leucojum carpathicum (Sims) Sweet, Erinosma carpathica (Sims) Herb.).

## Zagrożenia i ochrona
Od 2014 roku roślina jest objęta w Polsce ochroną częściową. W latach 1946–2014 znajdowała się pod ochroną ścisłą. Jest narażona na wyginięcie z powodu masowego zrywania. Przyczyną zagrożenia jest także niszczenie jej siedlisk w nadrzecznych łęgach podczas regulacji rzek.
Podgatunek typowy Leucojum vernum subsp. vernum umieszczony jest na Czerwonej liście roślin i grzybów Polski (2006) w grupie gatunków narażonych na wyginięcie (kategoria zagrożenia V). W wydaniu z 2016 roku cały gatunek został umieszczony w kategorii NT (bliski zagrożenia).

## Zastosowanie i uprawa
Roślina ozdobna, ze względu na ładne kwiaty i wczesnowiosenne kwitnienie chętnie sadzona w ogródkach. Jest odporna na mróz. Nadaje się do ogrodów skalnych, może być także sadzona grupami pod drzewami i krzewami. Rozmnaża się ją wegetatywnie – z cebul przybyszowych. Wymaga żyznej i wilgotnej ziemi oraz półcienistego lub cienistego stanowiska.